# Inopeplus distinctus
Inopeplus distinctus is een keversoort uit de familie platsnuitkevers (Salpingidae). De wetenschappelijke naam van de soort werd in 1976 gepubliceerd door Tapan Sen Gupta & Mukhopadhyay.